# Redutos do Rio Saubara
Os Redutos do rio Saubara localizavam-se na vila (atual cidade e município) de Saubara, no estado da Bahia, no Brasil.

## História
Constituíam-se em sete redutos de campanha, erguidos no contexto da Guerra da independência do Brasil (1822-1823) pelo comandante do Exército Pacificador de Cachoeira, Coronel Felisberto Gomes Caldeira. Tinham a função de defesa daquela povoação e suas imediações, no Recôncavo baiano ante as incursões das forças portuguesas, sob o comando do brigadeiro Inácio Luís Madeira de Melo, em busca de suprimentos (SOUZA, 1885:98).